# Tonlemo (comuna)
Tonlemo fue una de las comunas que integró el antiguo departamento de Curepto, en la provincia de Talca.
En 1920, de acuerdo al censo de ese año, la comuna tenía una población de 1997 habitantes. Su territorio fue organizado por decreto N.º 561 del 26 de febrero de 1920.

## Historia
La comuna fue creada por decreto N.º 561 del 26 de febrero de 1920. Su territorio comprendió lasa subdelegaciones 3.° Limávida y 4.° Tonlemo, que hasta entonces integraban la comuna de Gualleco. Su cabecera fue el pueblo de Constantué.
La comuna fue suprimida mediante la reorganización político-administrativa del país, llevada a cabo con el Decreto Ley N.º 803, del 22 de diciembre de 1925. Su territorio pasó a la comuna de Gualleco.